# Plan Alzheimer
Le plan Alzheimer est un plan thématique, lancé par décision du gouvernement français lors de la présidence de Nicolas Sarkozy entre 2008 et 2012,  qui continue d'exister sous le nom de « Plan Maladies neurodégénératives » entre 2014 et 2019,.

## Contenu
Le plan Alzheimer est réparti en 44 mesures, regroupées en trois grands axes :
- améliorer la qualité de vie des malades et des soignants ;
- améliorer les recherches sur la maladie ;
- enrichir les points précédents[1].

Le plan Maladies neurodégénératives comprend quatre axes stratégiques dont trois grandes priorités :
- améliorer le diagnostic et la prise en charge des malades ;
- assurer la qualité de vie des malades et de leurs aidants ;
- développer et coordonner la recherche.

Il vise le progrès dans trois maladies : maladie de Parkinson, maladie d'Alzheimer, sclérose en plaques. Ce plan doit faire progresser les recherches et les traitements, tout en protégeant les cellules cérébrales, ainsi que la prise en charge des patients. 
Le plan est doté de 470 millions € pour la période 2014-2019.

## Accompagnements
Pour soutenir les proches des malades, des accompagnements sont développés par des associations telles que France Alzheimer et maladies apparentées et APF France handicap pour qu'ils suivent des formations gratuitement.

## Infrastructures de soin
À la suite du plan Alzheimer 2008-2012, des établissements spécialisés ont vu le jour, comme les Pôle d'activité de soins adaptés (PASA), et les Unités d'hébergement renforcé (UHR),.